# Ловецът на елени (филм)
„Ловецът на елени“ (на английски: The Deer Hunter) е американско-британски игрален филм – военна драма, излязъл по екраните през 1978 г., режисиран от Майкъл Чимино, с участието на Робърт Де Ниро, Джон Савидж, Мерил Стрийп и Кристофър Уокън.
Филмът е големият победител на 51-вата церемония по връчване на наградите „Оскар“, където е номиниран за отличието в 9 категории, печелейки 5 статуетки, в това число за най-добър филм и най-добър режисьор за Майкъл Чимино, който е удостоен и с награда Златен глобус.
Смятан е за един от най-великите филми в историята на американското кино. Американският филмов институт включва „Ловецът на елени“ в листата 100 години Американски филмов институт... 100 филма. Списание Empire поставя филма в класацията си „500 най-велики филма за всички времена“.

## Сюжет
Произведението разказва историята на група приятели, американци от руски произход, работници в металургичен завод в малко американско градче, които трябва да отбият военната си служба по време на Виетнамската война. „Ловецът на елени“ представя моралните и психически последствия от военните извращения и политически манипулирания патриотизъм за сметка на приятелство, чест и семейство в едно тясно обвързано общество.

## В ролите
| Актьор          | Роля                      |
| --------------- | ------------------------- |
| Робърт Де Ниро  | Майкъл Вронски            |
| Кристофър Уокън | Никанор `Ник` Чевотаревич |
| Джон Савидж     | Стивън Пушков             |
| Джон Казейл     | Станли                    |
| Мерил Стрийп    | Линда                     |
| Джордж Дзундза  | Джон Уелч                 |
| Чък Аспъгрен    | Аксел                     |
| Шърли Столър    | майката на Стивън         |
| Рутаня Алда     | Анджела                   |

## Награди и Номинации
Награди на Американската Филмова Академия „Оскар“
- Награда за най-добър филм
- Награда за най-добър режисьор за Майкъл Чимино
- Награда за най-добър актьор в поддържаща роля за Кристофър Уокън

- Номинация за най-добър актьор в главна роля за Робърт Де Ниро
- Номинация за най-добра актриса в поддържаща роля за Мерил Стрийп

Награди „Златен глобус“ 
- Награда за най-добър режисьор за Майкъл Чимино

- Номинация за най-добър филм
- Номинация за най-добър актьор в главна роля за Робърт Де Ниро
- Номинация за най-добър актьор в поддържаща роля за Кристофър Уокън
- Номинация за най-добра актриса в поддържаща роля за Мерил Стрийп